# Commission d'enquête sur les criminels de guerre
La Commission d'enquête sur les criminels de guerre (ou commission Deschênes) est une commission d'enquête publique canadienne présidée par le juge Jules Deschênes de 1985 à 1986 à la suite d'allégations voulant que d'importants criminels de guerre nazis comme Josef Mengele se trouveraient alors au Canada.

## Faits historiques
Au cours des années 1950, l'environnement politique anti-communiste de la guerre froide détourne l'opinion publique des atrocités de la Seconde Guerre mondiale, menant à une politique d'immigration plus permissive envers les anciens nazis,. Au cours de cette période, environ 40 000 de ces personnes pouvaient plus facilement démontrer une affiliation non communiste et ont donc émigré de l'Allemagne au Canada. Parmi l’afflux de nazis se trouvait un nombre indéterminé de criminels de guerre présumés.

## Contexte de création de la commission
En 1985, le premier ministre Brian Mulroney a ordonné une enquête sur la présence de criminels de guerre nazis au Canada après qu'un député ait affirmé que le tristement célèbre médecin nazi Josef Mengele pourrait se trouver dans le pays.
Le gouverneur général Ramon Hnatyshyn déclare qu'il souhaite que « le Canada ne serait pas un refuge pour ceux qui commettent ou qui ont commis des crimes contre l'humanité ». Devant une prise de conscience croissante, le gouvernement fédéral décide de créer une commission d'enquête à ce sujet.

## Rapport final de la commission
Le rapport final de la commission a été publié fin 1986 et composé de deux parties. La première partie concluait que des criminels de guerre nazis présumés avaient immigré au Canada et, dans certains cas, résidaient toujours dans le pays. La commission a adopté une approche très large de son mandat, enquêtant à la fois sur les allégations de crimes de guerre (qui étaient bien définis) et de crimes contre l’humanité (qui à l’époque était un concept relativement nouveau qui concernait des crimes qui n’étaient pas auparavant considérés comme des crimes de guerre). La commission a recommandé des modifications au droit pénal et au droit de la citoyenneté pour permettre au Canada de poursuivre les criminels de guerre.
En se basant sur « le poids des preuves disponibles », la commission a conclu « hors de tout doute raisonnable » que Mengele n'était jamais entré au Canada, et a en outre conclu « sans la moindre hésitation » qu'il n'avait pas tenté d'entrer au pays en 1962 comme on le prétendait.
En juin 1987, la Chambre des communes du Canada a adopté une loi autorisant la poursuite des crimes de guerre étrangers devant les tribunaux canadiens et l'expulsion des criminels de guerre naturalisés. La deuxième partie du rapport final, qui concernait des allégations contre des individus spécifiques, reste confidentielle et n'a jamais été rendue publique.

## Prise de position de la Commission relativement à la culpabilité collective de la14edivisionSS (galicienneno1)
La commission a décidé d'exclure la culpabilité pénale collective de la 14e division SS (galicienne no 1). Or, il avait déjà été déterminé que les SS avaient commis des crimes de guerre en tant qu'organisation lors de précédents procès pour crimes de guerre.
Sa conclusion est que la division

« ne devrait pas être inculpée en tant que groupe. Les membres de la Division Galicie ont fait l'objet d'un contrôle individuel à des fins de sécurité avant leur admission au Canada. Les accusations de crimes de guerre de la Division Galicie n'ont jamais été étayées, ni en 1950, lorsqu'elles ont été déposées pour la première fois, ni en 1984, lorsqu'elles ont été renouvelées, ni devant cette Commission. En outre, en l’absence de preuves de participation ou de connaissance de crimes de guerre spécifiques, la simple appartenance à la Division Galicie ne suffit pas à justifier des poursuites. »

Cette décision est controversée et elle est critiquée par certains experts.
Cette prise de position de la commission Deschênes revient dans l'actualité en septembre 2023 à l'occasion de l'affaire Yaroslav Hunka, où un ancien membre de la division SS galicienne est ovationné par erreur par le Parlement canadien après avoir été présenté par le président de la Chambre des communes Anthony Rota, qui, par méprise ou négligence, l'avait pris pour un simple nationaliste ukrainien luttant contre la Russie, en ignorant qu'il était impossible de combattre l'Union soviétique à l'époque sans être dans le camp de l'Axe et que Hunka lui-même était un ancien membre des SS.